# St. Matthäus (Markt Einersheim)

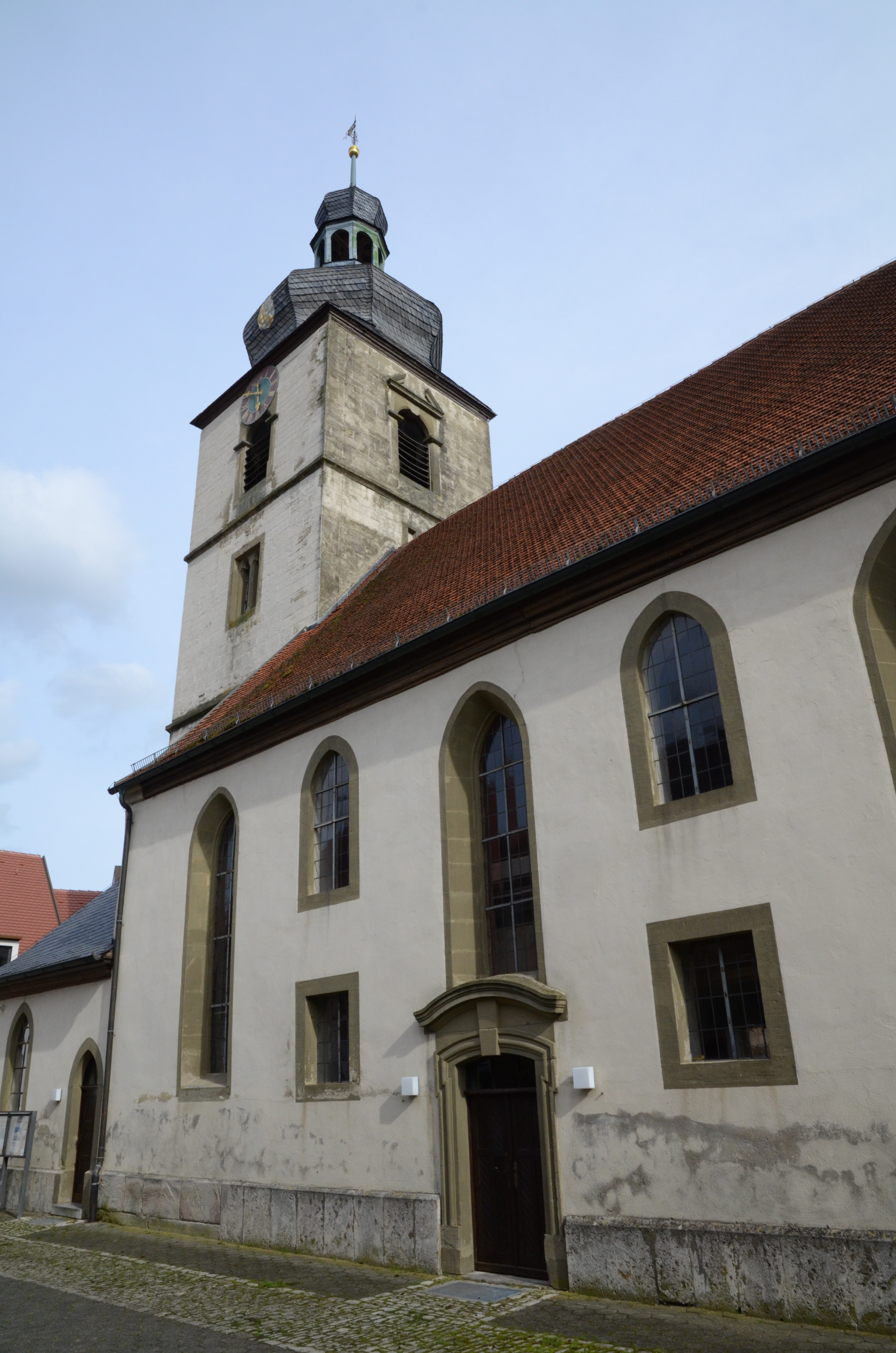
Die Kirche in Markt Einersheim

Die evangelisch-lutherische Kirche St. Matthäus ist das Gotteshaus im unterfränkischen Markt Einersheim. Sie ist Hauptkirche des evangelisch-lutherischen Dekanats Markt Einersheim und liegt am Marktplatz im Zentrum des Ortes. Umgeben ist die Matthäuskirche von einer Kirchenburg.

## Geschichte

### Mittelalter (bis 1545)
Die Matthäuskirche mit ihren Vorgängerbauten an gleicher Stelle ist eines der ältesten Gotteshäuser der Umgebung. Wahrscheinlich bestand bereits zur Zeit des Frankenapostels Kilian eine Holzkirche vor Ort, in der Taufen vorgenommen wurden. Bei der Ausstattung des neugegründeten Bistums Würzburg durch Bonifatius im Jahr 742 erschien in Markt Einersheim keine Kirche. Allerdings wurde die Andreaskirche in (Klein-)Dornheim genannt, die später Filiale von Einersheim wurde.
Urkundlich erstmals erwähnt wurde die Markt Einersheimer Kirche im Jahr 1241, die Pfarrei erschien erneut im Jahr 1297. Wahrscheinlich waren inzwischen die Pfarreifunktionen der Urkirche von Kirchheim (heute eine Wüstung bei Markt Einersheim) auf Einersheim übergegangen. Die Pfarrei umfasste ein riesiges Gebiet mit den Orten Altmannshausen, Birklingen, Dornheim, Hellmitzheim, Mönchsondheim, Nenzenheim, Oberambach, Possenheim, Prühl, Stierhöfstetten, Wüstenfelden und anderen.
Im Laufe der Jahrhunderte verlor die Pfarrei an Umfang, weil viele Filialen selbständig wurden. Hellmitzheim spaltete sich im 15. Jahrhundert ab, zur gleichen Zeit wurde auch Mönchsondheim Pfarrdorf. Im Jahr 1509 wurde Nenzenheim unabhängig. Oberambach kam zu Oberscheinfeld. In Stierhöfstetten wurde der Einersheimer Pfarrer weiterhin verpflichtet, einen Kaplan einzusetzen. Erst im 16. Jahrhundert wurde der Ort unabhängig.

### Reformation (bis 1648)

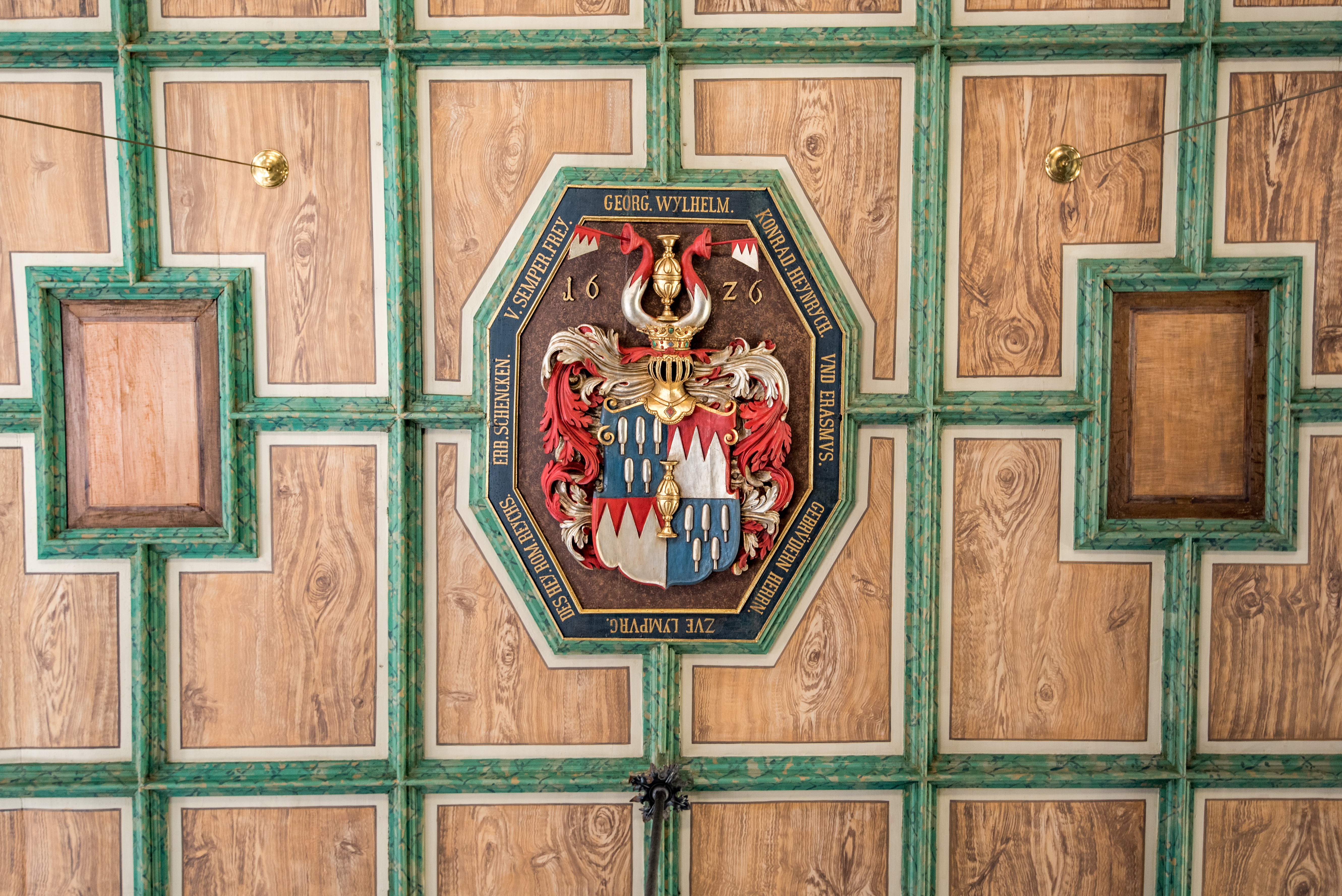
Das Wappen der Schenken von Limpurg-Speckfeld in der Kassettendecke

Ein Einschnitt in der Kirchengeschichte von Einersheim war die Reformation. Hauptinitiator war Schenk Carol von Limpurg-Speckfeld, der die Dorfherrschaft über Einersheim innehatte. Allerdings gehörte er nicht zu den ersten Reichsfürsten, die sich zur neuen Konfession bekannten. Erst 1545 duldete er indirekt deren Einführung durch die Einsetzung neuer Prediger in seinem Herrschaftsgebiet.
Zunächst gab es in Einersheim zwei Pfarrer: einen katholischen und einen lutherischen. Spätestens 1549 verzichtete Wipertus Schenk von Schenkenstein auf die Pfarrei und überließ dem evangelischen Peter Kaufmann das Feld. Das Würzburger Domkapitel setzte allerdings noch einige Jahre die Pfarrer von Einersheim ein und wählte katholische Priester aus. Die neue Konfession wurde in Einersheim also schleichend angenommen.
Offiziell angenommen wurde die Reformation erst im Jahr 1580, als Schenk Heinrich die Konkordienformel unterschrieb. Das Gotteshaus blieb noch einige Jahrzehnte in seiner alten Form bestehen, erst in der ersten Hälfte des 17. Jahrhunderts passte man die Kirche den neuen liturgischen Notwendigkeiten an. Im Jahr 1626 riss man weite Teile des nördlichen Langhauses ab und erweiterte die Kirche, um mehr Platz für die Besucher zu erhalten. Die alte Messkirche wurde zur protestantischen Predigtkirche umgestaltet.
Kurze Zeit später, 1628, forcierten die im Dreißigjährigen Krieg siegreichen, katholischen Würzburger in Einersheim die Gegenreformation und beriefen von Iphofen aus einen Priester. Vier Jahre später, 1631, erreichten die lutherischen Schweden das Dorf und vertrieben wieder den katholischen Priester. Nach dem Ende des Krieges hatte sich Einersheim endgültig als evangelisch-lutherischer Ort etabliert.

### Erneuerungen (bis heute)
Neue Umbauten am Gebäude wurden im Jahr 1700 vorgenommen. Der Turm wurde erhöht und das Glockengeschoss in Fachwerkbauweise durch einen gemauerten Abschluss ersetzt. Zugleich erhielt der Turm die noch vorhandene barocke Haube. Im Jahr 1868 wurde die Kirche durch Erweiterung der Westwand vergrößert, um die Zugänge zu den Emporen im Inneren zu schaffen.
Das äußere Erscheinungsbild der Kirche wurde später nicht mehr verändert. Im Jahr 1945 rückten die Amerikaner im Zweiten Weltkrieg gegen das Dorf vor und begannen die Kirche mit Panzern zu beschießen. Das Gebäude erlitt nur kleinere Schäden. Im Jahr 1976 erfolgte eine umfassende Erneuerung der Kirche und der Kirchenburg. 2001 renovierte die Gemeinde den Innenraum. Das Gotteshaus in Einersheim ist als Baudenkmal eingeordnet.

## Architektur
Die Matthäuskirche wurde als mittelalterliche Chorturmkirche im 13. und 14. Jahrhundert errichtet. Ältestes Bauteil ist der Turm, der im Kern noch der Romanik zuzuordnen ist. Er ist viergeschossig und schließt mit einer welschen Haube mit Laterne und einem Wappen der Schenken von Limpurg-Speckfeld ab. Der Turm hat gotische, zweibahnige Fenster mit einfachem Maßwerk. Lediglich in der Glockenstube des 18. Jahrhunderts sind einbahnige Fenster eingebaut. Innen ist der Chorraum von Kreuzrippen überwölbt. Die Kapitelle sind figürlich gestaltet und zeigen einen Mädchenkopf und Blattknospen. Die Sakristeitür im Chor ist profiliert mit Überresten einer farbigen Fassung.
Das Langhaus der Matthäuskirche zeugt von den Umbauten der verschiedenen Jahrhunderte. Die Sakristei an der Nordseite neben dem Turm kann durch ein spitzbogiges Portal betreten werden. Das Langhaus ist fünfachsig und wird von langgezogenen, schlichten Spitz- und Rundbogenfenstern durchlichtet. Das Nordportal hat Formen des Barock, ein Gesims leitet zum langgestreckten Oberlicht über. Innen trägt das Langhaus eine Kassettendecke.

## Ausstattung

### Epitaphe

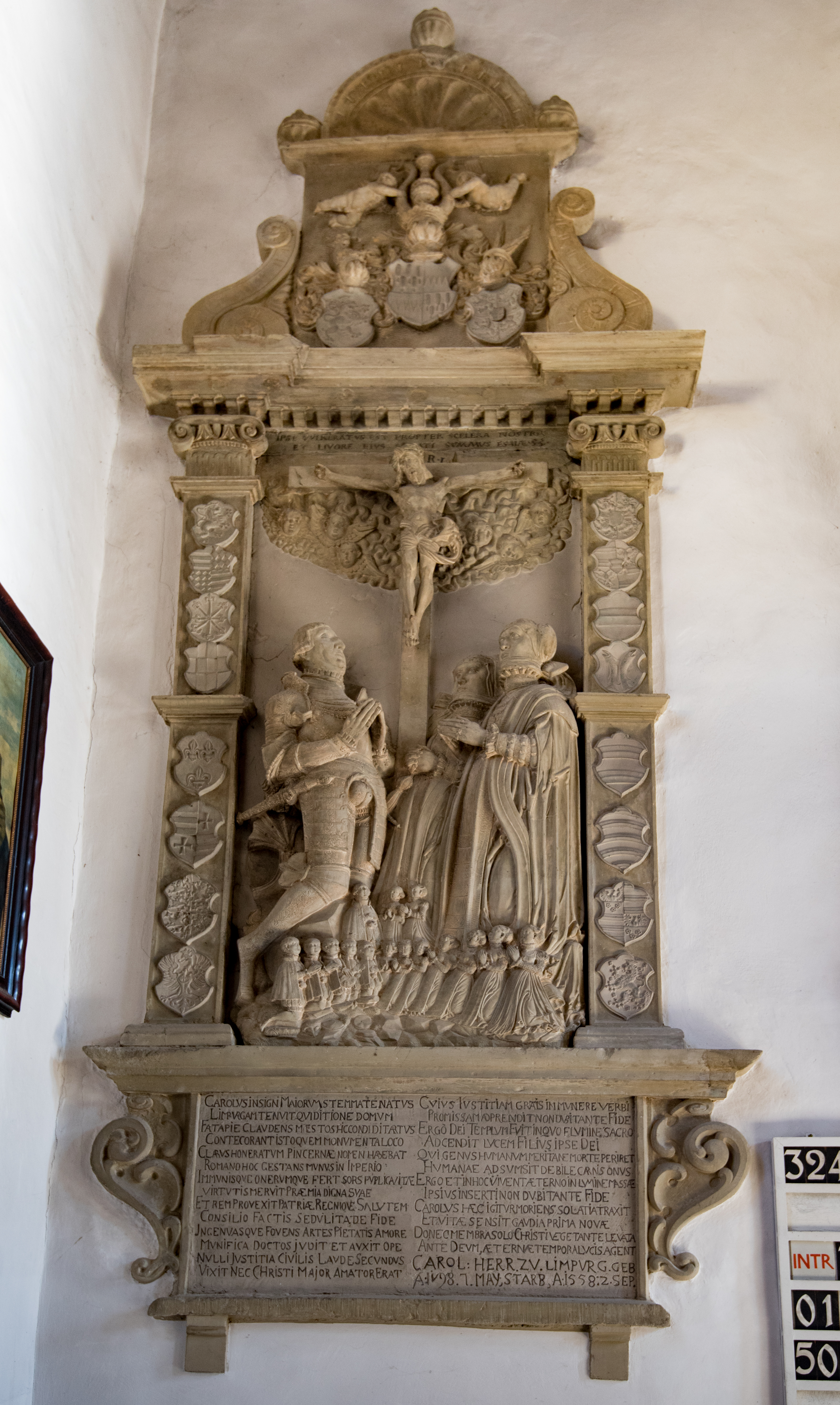
Das Epitaph für Schenk Carolus von Limpurg-Speckfeld

Im Kircheninneren verweisen mehrere Gedenksteine an die verstorbenen Mitglieder der Familie der Schenken von Limpurg-Speckfeld, die jahrhundertelang die Herrschaft über den Ort innehatten. Die steinernen Epitaphe hängen links und rechts des Chorbogens. Die Grabplatten, die sich jahrhundertelang in der Gruft unterhalb des Langhauses befunden hatten, wurden im 20. Jahrhundert im Innenhof der Kirchenburg aufgestellt, die Gruft wurde verschlossen.
Ganz links ist das Epitaph für Carolus Schenk von Limpurg-Speckfeld angebracht. Aus einer Inschrift unten geht hervor, dass er 1558 verstarb. Den Mittelpunkt des Grabdenkmals bilden die großen Sandsteinreliefs des Verstorbenen und seiner zwei Ehefrauen und der viel kleiner dargestellten 14 Kinder. Alle sind kniend und betend zu Füßen eines Kruzifixes gruppiert. Links und rechts schließen zwei Rechtecksäulen mit Wappen und einer Ahnenprobe das Epitaph ab. Die drei Wappen von Carolus und seinen Ehefrauen bilden eine Art Auszug.
Auf der linken Seite des Chorbogens befindet sich ein weiteres Epitaph für Schenk Gottfried zu Limpurg mit einem ähnlichen Aufbau. Die predella-artige Inschrift unten halten zwei Engelsfiguren hoch. Zentral sind wiederum die Figuren der auf Schemeln betenden Ehepartner, Gottfried und seine Frau Agnes von Wied. Ein ausladendes Gesims leitet zum Auszug über mit einer Inschrift, die von den Wappen der beiden Ehepartner eingerahmt wird.
Das älteste und bedeutendste Epitaph auf der rechten Seite des Chorbogens wurde für Philipp von Limpurg geschaffen, der 1519 starb. Künstler war der Eichstätter Loy Hering. Auf dem Epitaph sind Schenk Philipp, sein zwei Jahre vorher verstorbener Vater Friedrich und Philipps Ehefrau zu sehen. Statt eines Kruzifixes beten die drei im Profil Dargestellten zur Muttergottes im Himmel. Das Epitaph schließt mit einer halbrunden Wappenkartusche ab.

### Taufsteine
Der im Jahr 1627 gefertigte Taufstein befindet sich heute vor dem Chor im Zentrum der Kirche. Er wurde im Jahr 1728 entfernt, die Taufen wurden fortan in einem hölzernen Taufbecken im Stil des Barock mit Engelsköpfen und Laubwerk, das am Altar angebracht war und sich heute unterhalb der Empore befindet, vorgenommen. Erst 1953 stellte man den alten Taufstein wieder auf.
Der Taufstein ist kelchförmig gestaltet und sehr massiv gearbeitet. Er trägt gelb gefasste, laubwerkartige Verzierungen, die insbesondere den Fuß des Steines beherrschen. Kurz unterhalb des Beckenrandes stellt eine deutsch-lateinische Inschrift ein Chronostichon auf die Zahl 1627 dar. Sie lautet: „MIT NICHTEN ACHT DIE TAUFE KLEIN/ DENN SIE MACHET VON SÜNDEN REIN. – SORDIBVS INSIGNI PVRGAMVR SANGVINE CHRISTI“.

### Orgel
Die Kirche erhielt die erste Orgel 1675 aus der Kapelle der Burg Speckfeld. Nach einer Reparatur verkaufte die Gemeinde sie 1692 wieder. Mit dem Erlös wurde ein neues Instrument angeschafft. Dieses musste 60 Jahre später wieder ersetzt werden. Der dreitürmige, barocke Orgelprospekt des Würzburger Hoforgelmeisters Johann Philipp Seuffert aus dem Jahre 1752 blieb beim Einbau einer neuen Schleifladenorgel 1983 erhalten.
Die neue Orgel schuf die Firma Hey aus Urspringen in der Rhön, wobei auch das alte Gehäuse erweitert werden musste. Im Jahr 2001 reinigte man im Zuge der großen Innenrenovierung das Instrument und ließ es neu intonieren. Es umfasst drei Manuale und 24 Register mit insgesamt 1516 Pfeifen. Die Disposition lautet wie folgt:
| I Koppelmanual C–g3 |

| II Hauptwerk C–g3 |       |
| Prinzipal         | 8′    |
| Metallgedackt     | 8′    |
| Koppelflöte       | 4′    |
| Waldflöte         | 2′    |
| Mixtur IV–V       | 1 ⁄3′ |
| Trompete          | 8′    |

| III Hinterwerk (schwellbar) C–g3 |        |
| Holzgedackt                      | 8′     |
| Weidenpfeife                     | 8′     |
| Principal                        | 4′     |
| Rohrflöte                        | 4′     |
| Nasat                            | 2 ⁄3′  |
| Octav                            | 2′     |
| Terz                             | 1 3⁄5′ |
| Quintlein                        | 1 ⁄3′  |
| Scharff III                      | 1′     |
| Rohrschalmey                     | 8′     |
| Tremulant                        |        |

| Pedalwerk C–f1   |     |
| Subbaß           | 16′ |
| Octavbaß         | 8′  |
| Gedacktbaß       | 8′  |
| Choralbaß        | 4′  |
| Rauschpfeife III | 2′  |
| Fagott           | 16′ |

- Koppeln: II/P, III/P

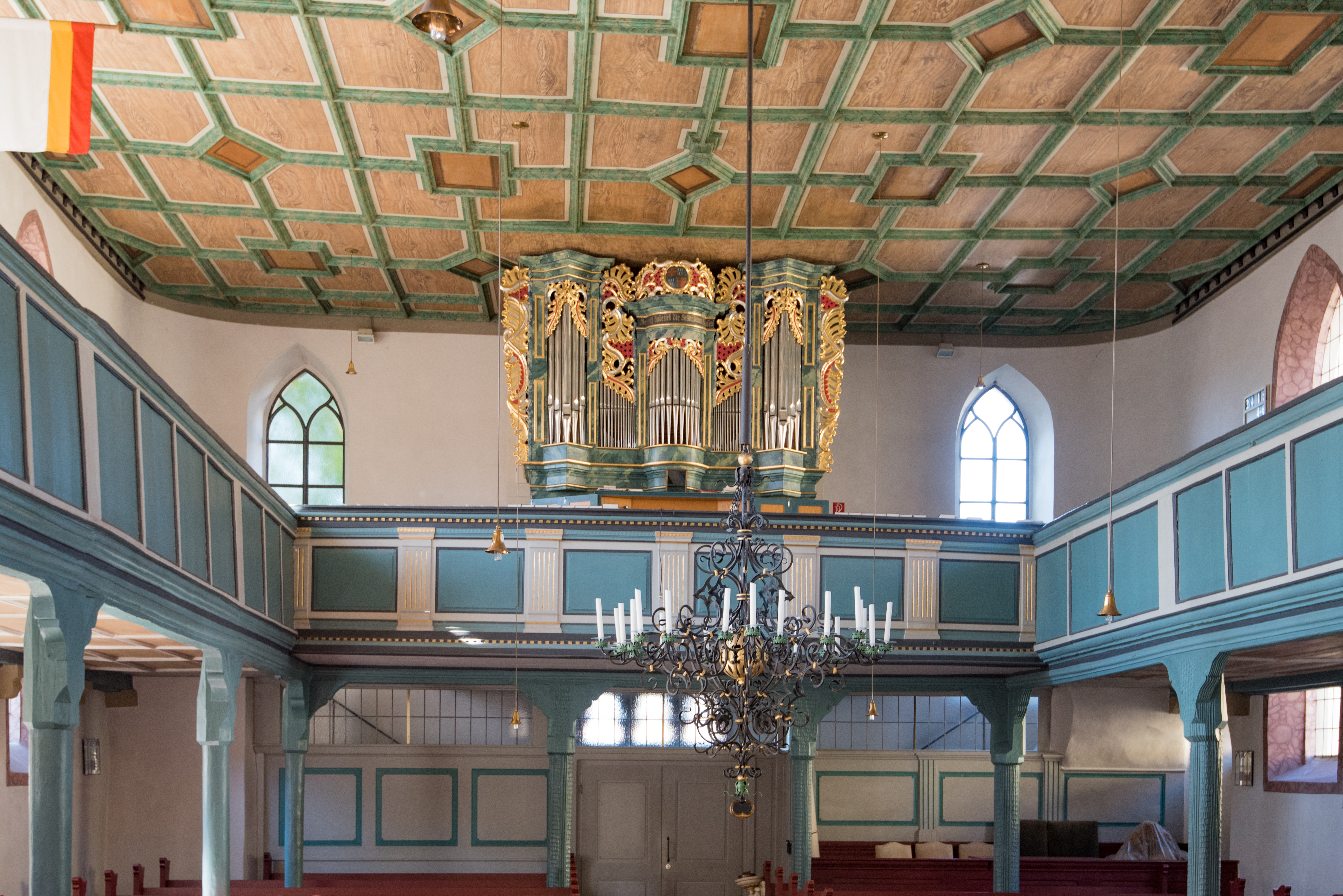
Die Orgel auf der Empore

- Spielhilfen: mechanische Spieltraktur, elektrische Registertraktur, Setzeranlage[9]

### Glocken
Das Geläut der Matthäuskirche wird von drei Glocken gebildet. Die älteste und größte stammt aus dem Jahr 1811 und wurde von Adam Klaus in Markt Nordheim unter Einschmelzung der Vorgängerglocke geschaffen. Im Zweiten Weltkrieg wurden alle drei Kirchen abgegeben und sollten eingeschmolzen werden. Die große Glocke konnte nach dem Krieg auf dem Hamburger Glockenfriedhof identifiziert und zurückgeholt werden. 1954 ergänzte man das Geläut wieder:
| Name            | Grundton | Gießer                     | Gussjahr | Gewicht | Inschrift, Reliefs                                                                                                  |
| --------------- | -------- | -------------------------- | -------- | ------- | --- |
| Große Glocke    | f        | Adam Klaus, Markt Nordheim | 1811     | 800 kg  | „Gegossen im Jahre 1811 zum Gebrauch in der Kirche in Markt Einersheim, verfertigt von Adam Klaus.“, Ornamentkränze |
| Mittlere Glocke | as       | Gebrüder Rincker, Sinn     | 1954     | 430 kg  | „1954 Ehre sei Gott in der Höhe“, Weltkugel und Kreuz                                                               |
| Kleine Glocke   | b        | Gebrüder Rincker, Sinn     | 1954     | 310 kg  | „1954 †: HERR erbarme dich“                                                                                         |

### Weitere Ausstattung
Die Matthäuskirche trägt eine reich verzierte Kassettendecke, die 1626 im Zuge der Kirchenerneuerung angebracht wurde. Sie besteht aus Rechtecken und Rauten in Form der Leistenkassettierung. Im Mittelpunkt sind die Wappen der damals fünf regierenden Schenken von Limpurg-Speckfeld angebracht. Neben den fünf Streitkolben ist auch der fränkische Rechen zu sehen, weil Schenk Gottfried auch Fürstbischof von Würzburg und Herzog von Franken war.

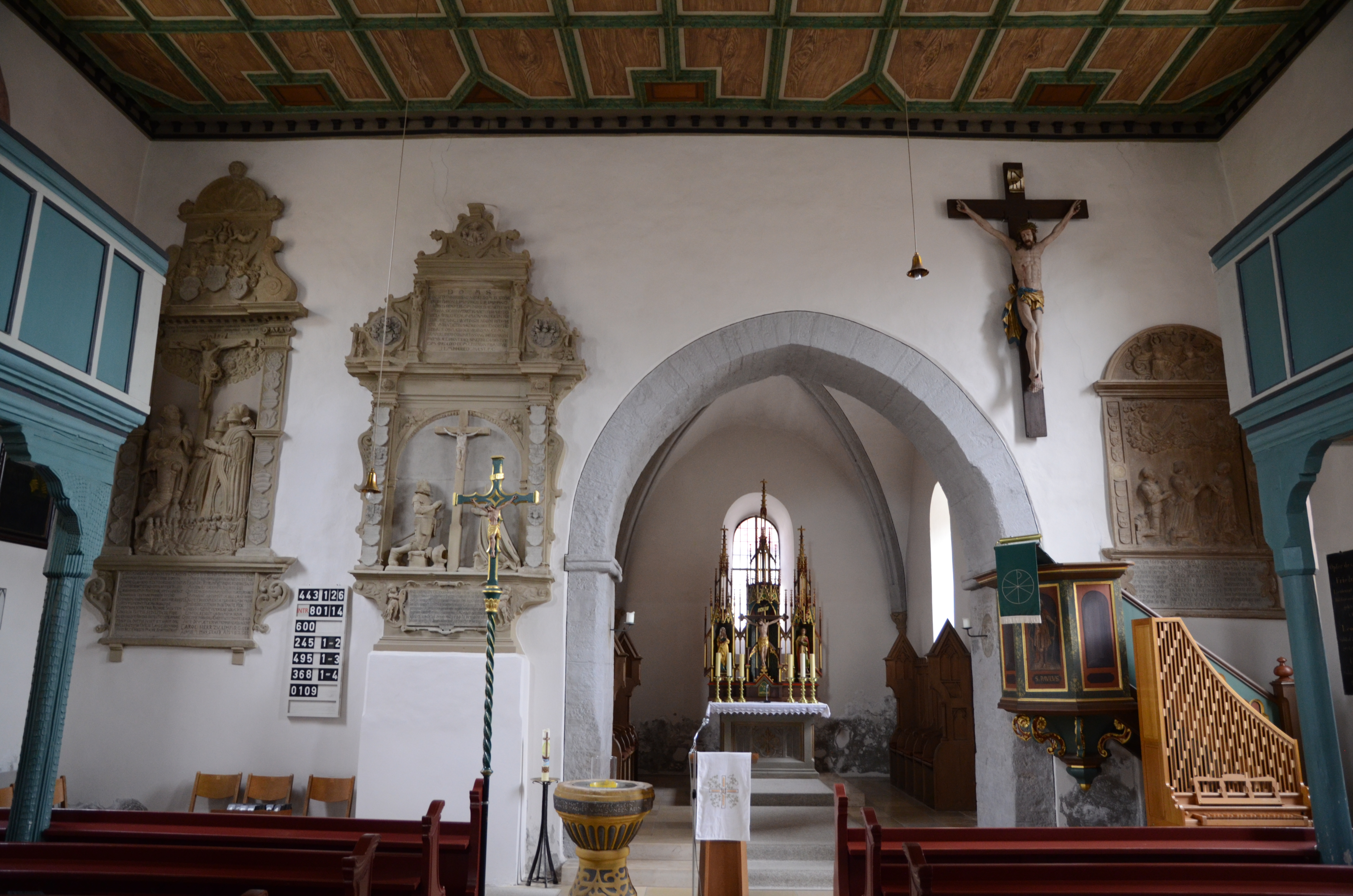
Chorbogen und Chor der Kirche

Aus dem 17. Jahrhundert stammen mehrere Objekte im Langhaus. Ein Kruzifix aus der Werkstatt des Georg Brenck (1564–1635) von Windsheim hängt auf der rechten Seite des Chorbogens. Es wurde 1602 geschaffen und war ursprünglich oberhalb des Altares aufgestellt. Die Kanzel darunter wurde bereits 1612 urkundlich erwähnt. Im Jahr 1657 bemalte man die Kassettenfelder der Kanzel. Lediglich die Darstellung des heiligen Paulus wurde bei Renovierungen 1953 freigelegt. Die Inschrift der Kanzel lautet: „Zirde Georg Schmid/ des Gerichts Anno 1657“ und verweist vielleicht auf den Stifter.
Ein Altar im Chor aus dem Jahr 1890 zeigt drei Chöre, die von neugotischen Fialen überragt werden. Das Kruzifix wird von Maria und Johannes eingerahmt. Die Figuren von Maria Magdalena und des Kirchenpatrons Matthäus wurden entfernt. Eingerahmt wird der Altar von den neugotischen Herrschaftsstühlen, die nach der Beseitigung des Herrschaftsstandes im 20. Jahrhundert dorthin versetzt wurden.
Daneben sind weitere Stiftungen im Kirchenraum vorhanden. Auf der Empore befinden sich drei Fahnenhalter aus dem 17. Jahrhundert. Sie sollen an Schenk Franziskus erinnern, der bei der Krönung von Kaiser Ferdinand IV. mitwirkte. Heute sind die Wappen der Schenken, der Kirche und von Einersheim aufgehängt. Der Kronleuchter im Langhaus gelangte 1899 als Stiftung von Michael Veeh dorthin. Friedrich Ludwig von Rechteren-Limpurg-Speckfeld stiftete 1890 aus Anlass eines Ehejubiläums ein Glasfenster mit der Darstellung der Auferstehung Christi. Die Empore mit Kassettenfeldern umrahmt drei Seiten des Langhauses.

## Gruft

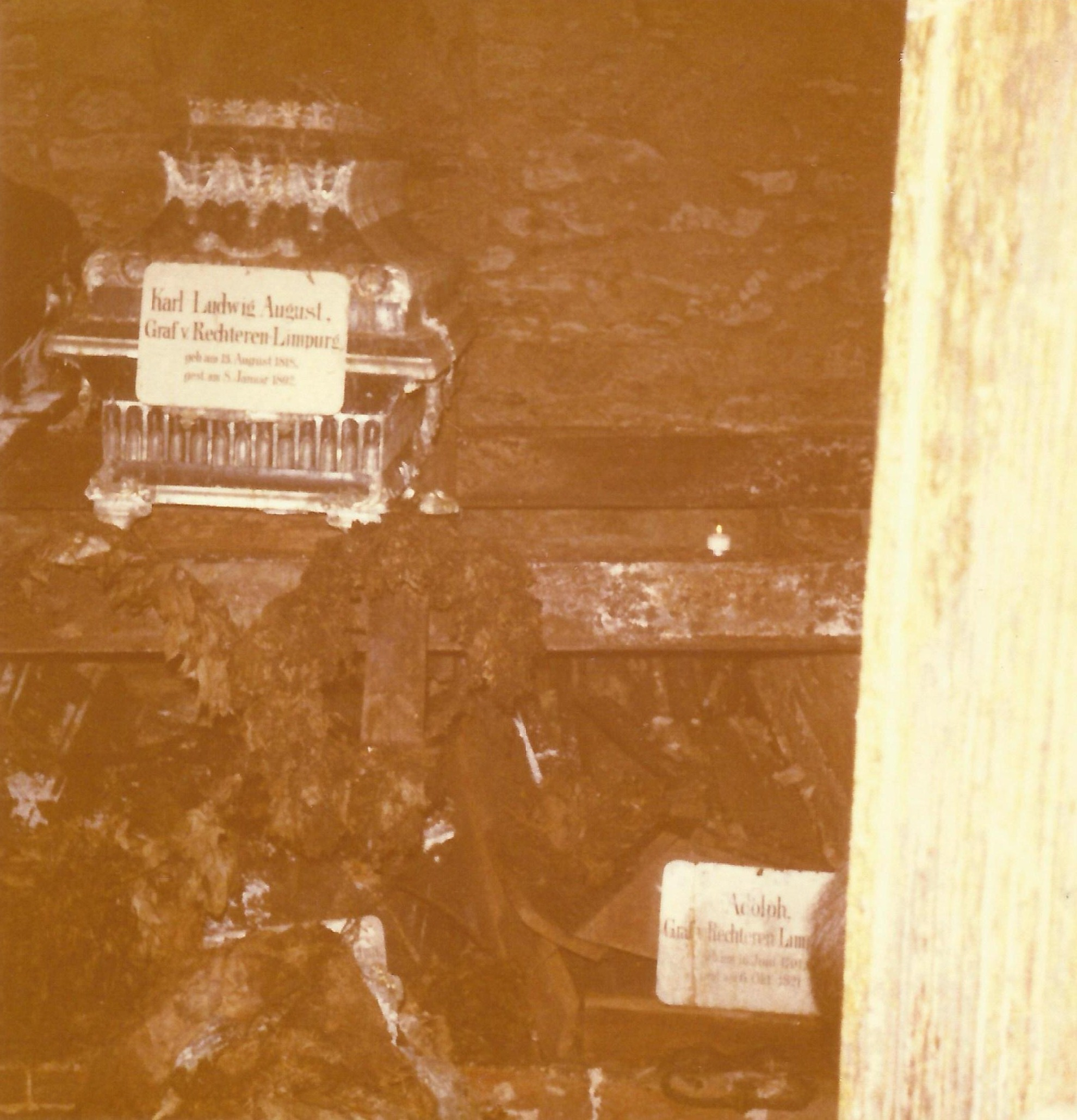
Kurz vor der Versiegelung entstandene Aufnahme aus dem Inneren der Gruft

Die Gruft diente jahrhundertelang als Grablege für die verstorbenen Mitglieder der Familie der Schenken von Limpurg-Speckfeld. Sie wurde 1626 in der Mitte des Langhauses eingebaut und ist heute von drei Sandsteinplatten bedeckt. Im Jahr 1911 wurde Gräfin Thekla als Letzte ihrer Familie in der Gruft bestattet. Graf Icho von Rechteren-Limpurg-Speckfeld ließ vor der Versiegelung die Grabplatten der Familie herausholen und im Innenhof der Kirchenburg aufstellen.

## Pfarrer
Die Namen der Pfarrer der Matthäuskirche sind seit dem 14. Jahrhundert überliefert. Im 16. Jahrhundert hatten die ersten Seelsorger reformatorisches Gedankengut, wenn auch erst Peter Kauffmann um 1550 als erster lutherischer Priester gelten kann. Die im Dorf ansässige Herrschaft der Schenken von Limpurg-Speckfeld ernannte die Ortspfarrer ab dem 17. Jahrhundert zugleich als Hofprediger im Schloss. Zumeist standen die Einersheimer Pfarrer auch dem gleichnamigen Dekanat vor.
| Name                              | Amtszeit          | Anmerkungen |
| --------------------------------- | ----------------- | --- |
| Friedrich                         | gen. 1340         | |
| Hermann                           | gen. 1359         | unterzeichnet die Stiftungsurkunde der Pfarrei Dornheim |
| Peter Nolt                        | gen. 1423         | |
| Kilian Schiler                    | –1477             | |
| Nikolaus Ochßner                  | 1477–nach 1503    | |
| Johann Bilgerim                   | gen. 1514, 1519   | auch Stiftskanoniker in Aschaffenburg |
| Johann Königsdorffer              | † 1524            | |
| Balthasar Greulich                | 1524–1526         | vorher Vikar im Stift Haug, Resignation 1526 |
| Wipertus Schenk von Schenkenstein | 1526–1550         | Einsetzung 25. Februar 1526, auch Stiftskanoniker in Comburg, evtl. Anhänger der Reformation † 1550 |
| Wolfgang Distler                  | vor 1550          | auch Vikar im Stift Haug, letzter katholischer Pfarrer vor dem Dreißigjährigen Krieg |
| Peter Kauffmann                   | vor 1550–vor 1553 | auch Kaufmann |
| Georg Buel                        | gen. 1556, 1561   | später auch Paul |
| Friedrich Pfeiffer                | gen. 1567         | |
| Hieronymus Wilhelm                | 1572–1578         | * in Dinkelsbühl, auch Wilhelmi, Studium in Wittenberg, zuvor Diakon in Marktbreit, Pfarrer in Winterhausen, wegen psychischer Probleme enthoben                                                                                        |
| Pankratius Müller                 | 1578–1581         | * in Kirchenlamitz, Studium in Wittenberg, zuvor Pfarrer in Mainstockheim, danach Pfarrer in Gollhofen |
| Hieronymus Höflich                | 1581–1593         | * in Königshofen, Studium in Wittenberg, zuvor Pfarrer in Hellmitzheim, versieht beide Pfarreien zeitweise gleichzeitig, † 17. März 1593                                                                                                |
| Johannes Beyer                    | 1593–1611         | * in Gunzenhausen, auch Bayer, Bair, Gefängnisstrafe wegen außerehelicher Verfehlungen, † 14. September 1612 |
| Jakob Glung                       | 1611–1612         | Pfarrverwalter, * in Sulz am Neckar, zuvor Schlossprediger, danach Pfarrer in Hellmitzheim, † 1615 |
| Jakob Böhm                        | 1612–1618         | auch Böheim, zuvor Pfarrer in Herchsheim, Einsetzung am 2. Januar 1612, † Juli 1618 |
| Johannes Schülein                 | 1618–1628         | * in Bietigheim, auch Schielin, Calceolus, zuvor Schlossprediger, flieht vor Gegenreformation, † wohl 1652 in Lorch |
| Johannes Hain                     | 1628–1630         | * in Heidingsfeld, katholischer Priester, vom Domkapitel eingesetzt |
| Johann Limpert                    | 1630–1631         | katholischer Priester, am 9. Oktober 1631 von den Schweden vertrieben |
| Hieronymus Huber                  | 1631–1638         | * in Bamberg, zuvor Pfarrer in Hellmitzheim, versieht zunächst von Schloss Speckfeld aus, † 2. Februar 1638 |
| Johann Heinrich Sauer             | 1638–1639         | Pfarrverwalter |
| Israel Hermann                    | 1639–1643         | * 1603 in Augsburg, danach Pfarrer in Sommerhausen, † 19. Januar 1647 |
| Nikolaus Höhn                     | 1643–1647         | * in Rothausen, zuvor Pfarrer in Schwebheim, danach Pfarrer in Sommerhausen |
| Johann Heinrich Sauer             | 1647–1653         | zuvor Pfarrer in Lindelbach und Westheim, gleichzeitig Pfarrer in Hellmitzheim, versieht von Hellmitzheim aus |
| Georg Düring                      | 1653–1660         | * 24. September 1617 in Kitzingen, Einsetzung Februar 1653, danach Pfarrer in Winterhausen, † 16. November 1675 |
| Franziscus Mezzel                 | 1660–1666         | * 1635 in Obersontheim, Berufung 23. Juli 1660, danach Pfarrer in Adelmannsfelden, † 1705 |
| Johann Georg Otho                 | 1666–1676         | * 1. Oktober 1640 in Schwäbisch Hall, auch Otto, Studium in Straßburg, zuvor Pfarrer in Adelmannsfelden, Berufung 27. Mai 1666, danach Pfarrer in Winterhausen, † 16. November 1710 in Winterhausen                                     |
| Johann Wolfgang Braunwald         | 1676–1678         | * in Wiesenbronn, eventuell zuvor Pfarrer in Sommerhausen, danach Pfarrer in Neustadt an der Aisch, Wonsees |
| Michael Ludwig Mulzer             | 1678–1685         | * in Gollhofen, zuvor Pfarrer in Michelbach an der Bilz, danach Pfarrer in Nenzenheim, † 1690 in Nenzenheim |
| Georg Frieß                       | 1685–1700         | * 30. September 1650 in Kitzingen, zuvor Pfarrer in Hellmitzheim, † 15. Juni 1700 |
| Georg Christoph Fries             | 1700              | Pfarrverweser |
| Christoph Andreas Meister         | 1700–1704         | * 13/23. August 1671 in Münchberg, Studium in Wittenberg, zuvor Pfarrer in Langensteinach, danach Pfarrer in Sommerhausen, Hofprediger in Weikersheim, † 31. Oktober 1728                                                               |
| Laurentius Wolfgang Woytt         | 1704–1713         | * 1673 in Königstein oder Kohlberg, zuvor Pfarrer in Hafenpreppach, Aschenhausen, Bibra, Mitglied im Pegnesischen Blumenorden, Verhaftung und Flucht 1712, danach Pfarrer in Edenkoben, Colgenstein, † 12. Dezember 1739 in Colgenstein |
| N. Laube                          | 1713              | Pfarrverweser |
| Georg Salomon Ziegler             | 1713–1744         | * 26. Februar 1680 in Nenzenheim, Studium in Jena, zuvor Diakon in Obersontheim, Berufung Oktober 1713, † 4. März 1744 |
| Georg Salomon Weiß                | 1744–1783         | * 13. August 1717 in Possenheim, Studium in Jena, zuvor Pfarrer in Pretsfeld, Berufung 5. August 1744, auch Pfarrverweser in Possenheim, † 11. Juni 1783                                                                                |
| Johann Ludwig Stadelmann          | 1817–1818         | Pfarrverweser |
| Johann Georg Konrad Dorsch        | 1818–1848         | * 29. September 1776 in Gollhofen, Studium in Halle, zuvor Kaplan in Unterschüpf, Pfarrer in Possenheim, Berufung 1. Juli 1818, † 20. November 1848                                                                                     |
| Johann Wiesinger                  | 1848–1849         | Pfarrverweser |
| Johann Christian Leonhard Seybold | 1849–1871         | * 26. November 1817 in Nürnberg, zuvor Pfarrer in Lindelbach, Berufung 9. September 1849, danach Pfarrer in St. Johannis, Ansbach, † 23. Januar 1891                                                                                    |
| N. Döderlein, N. Elsperger        | 1871–1872         | Pfarrverweser |
| Johann Christian Konrad Schmerl   | 1872–1902         | * 8. April 1818 in Fürth, Studium in Erlangen, zuvor Pfarrer in Sommerhausen, Insingen, Berufung 18. April 1872, Ernennung zum Kirchenrat 1895, † 31. Januar 1902                                                                       |
| Emil Christian Caselmann          | 1902–1910         | * 7. Juni 1860 in Dietersdorf, Studium in München, zuvor Vikar in Vestenberg, Berufung 1. November 1902, danach Pfarrer in Wassertrüdingen, † 4. August 1939 in München                                                                 |
| N. Rieger                         | 1910–1911         | Pfarrverweser |
| Karl August Eduard Bomhard        | 1911–1918         | * 15. März 1880 in Abtswind, Studium in Erlangen, Tübingen, zuvor Vikar in Thannhausen, Nürnberg, Pfarrer in Castell und Ziegenbach, Vater von Joachim Bomhard, Berufung 20. Dezember 1910, † 3. November 1918                          |
| N. Meyer                          | 1919              | Pfarrverweser |
| Johann Martin Weigand             | 1919–1946         | * 15. September 1879 in Markt Taschendorf, Studium in Erlangen, Tübingen, zuvor Pfarrer in Mühlfeld, Windischhausen, Rehlingen |
| Karl Engelhardt                   | 1947–1963         | * 3. Mai 1899 in Bächingen an der Brenz, Studium in Erlangen, zuvor Pfarrer in Gochsheim |
| Joachim Bomhard                   | 1964–1975         | * 1. Mai 1910 in Castell, Sohn von Karl August Eduard Bomhard, Studium in München, Erlangen, Tübingen, zuvor Pfarrer in Michelrieth, in Kempten, Buch am Forst, Burgkunstadt                                                            |
| Hans Sommer                       | 1975–1988         | zuvor Pfarrer in Vach, danach Pfarrer in Ansbach |
| Walter Hirschmann                 | 1988–1995         | zuvor Pfarrer in Bronn, Floß in der Oberpfalz, zusammen mit seiner Ehefrau, danach Pfarrverweser Einersheim |
| Martin Ost                        | 1996–2015         | * 1952, Studium in Neuendettelsau, Tübingen, Erlangen, zuvor Vikar in Frankfurt, Unteraltenbernheim |
| Ivo Huber                         | seit 2015         | |